# Hans Christian Schmidt
Hans Christian Schmidt (25 de agosto de 1953) es un político de Dinamarca, miembro del partido liberal Venstre, que ha sido Ministro de Alimentación y también Ministro de Medio Ambiente.
Schmidt es hijo de granjeros, y era maestro de escuela en Vojens, en el sur de Jutlandia, hasta 1984, cuando pasó a dedicarse a la política.
Forma parte del Parlamento de Dinamarca desde el año 1994, en el que fue el candidato del Partido Liberal al distrito nominal de Rødding. Desde 1995 hasta 2001 fue portavoz de política medioambiental. Entró en el gobierno como Ministro de Medio Ambiente el 27 de noviembre de 2001, de la mano del primer ministro Anders Fogh Rasmussen. El 2 de agostó de 2004 cambio el ministerio, pasando a encabezar el de alimentación, hasta septiembre de 2007, durante la segunda legislatura de Rasmussen, cuando fue sustituido por Eva Kjer Hansen.